# كولن ستارجس
كولن ستارجس (بالإنجليزية: Colin Sturgess) مواليد 15 ديسمبر 1968 في ويكفيلد، إنجلترا، هو دراج سابق. سبق أن شارك في دورة الألعاب الأولمبية الصيفية.

## الميداليات
| الميدالية | المسابقة                               |
| --------- | -------------------------------------- |
| ذهبية     | بطولة العالم للدراجات على المضمار 1989 |
| برونزية   | بطولة العالم للدراجات على المضمار 1991 |
| فضية      | دورة ألعاب الكومنولث 1998              |

## روابط خارجية
- كولن ستارجس على موقع أرشيف الدراجات (الإنجليزية)
- كولن ستارجس على موقع إحصائيات الدراجات الإحترافية (الإنجليزية)
- كولن ستارجس على موقع أوليمبيديا (الإنجليزية)
- كولن ستارجس على موقع اللجنة الأولمبية البريطانية (الإنجليزية)
- كولن ستارجس على موقع اتحاد ألعاب الكومنولث (مؤرشف) (الإنجليزية)